# Louis Alexandre de Corancez
Pour les articles homonymes, voir Corancez (homonymie).
Louis Alexandre Olivier de Corancez, né à Paris le 23 septembre 1770 et mort à Asnières le 2 juillet 1832, est un orientaliste français.

## Biographie
Son père était l'avocat et homme de lettres Guillaume Olivier de Corancez, proche de Jean-Jacques Rousseau, et sa mère Jeanne Romilly, fille de Jean Romilly, horloger et homme de lettres né à Genève, rédacteur de quelques articles de l'Encyclopédie. 
Il a fait partie de l'Expédition d'Égypte, devenant membre de l'Institut d'Égypte le 4 juillet 1799, dans la section d'économie politique.
De retour en France, il devient consul à Alep, puis à Bagdad. Il meurt à Asnières lors de l'épidémie de choléra.
Sa sœur Clémentine (1775-1810) était mariée avec Antoine Dubois, baron Dubois et de l'Empire, qui participa comme lui à l'Expédition d'Égypte. Sa sœur cadette, la femme de lettres Julie Marie de Corancez (1779-1849) était mariée au conventionnel Jean-Baptiste Cavaignac.

## Publications
- Histoire des Wahabis: depuis leur origine jusqu'à la fin de 1809, Paris, Crapart, 1810
- Itinéraire d'une partie peu connue de l'Asie Mineure, Paris, Renouard, 1816